# حسن تاجيك (مقاطعة فارياب)
حسن تاجيك (بالإنجليزية: Mowtowr-e Hasan Tajik)‏ هي مستوطنة تقع في كرمان في إيران. يقدر عدد سكانها بـ 68 نسمة .